# 畠山紬
畠山 紬（はたけやま つむぎ、2003年11月12日 - ）は、日本の元女優・子役。ブレスに所属していた。

## 略歴
当初はJ-beansに所属し、2010年スマイルモンキーに移籍、2014年7月所属契約終了。
2014年9月よりBreathに所属。
2022年7月現在、千葉大学に在学。ミス千葉大2022で準グランプリを獲得した。子役として活動していた事を明かしている。

## 人物
- 趣味は読書、ピアノ[4]。
- 長所は音感が良いこと。

## 出演

### 映画
- パーマネント野ばら（2010年5月22日、ショウゲート） - もも 役[5]
- FLOWERS -フラワーズ-（2010年6月12日、東宝） - 女の子 役
- はやぶさ/HAYABUSA（2011年10月1日、20世紀フォックス） - 水沢恵（少女期） 役
- ALWAYS 三丁目の夕日'64（2012年1月21日、東宝） - 警察ポスタースチール 役
- 奇跡のリンゴ（2013年6月8日、東宝） - 木村雛子 役[6]
- ペコロスの母に会いに行く（2013年11月16日、東風） - 岡野光江（少女期） 役

### テレビドラマ
- 不毛地帯 第1話（2009年10月15日、フジテレビ） - 壱岐直子（幼少期） 役
- 夏の恋は虹色に輝く 第2話（2010年7月26日、フジテレビ） - 宮瀬桜（幼少期） 役
- ハンチョウ3〜神南署安積班〜 第10話（2010年9月6日、TBS） - 葵 役
- パーフェクト・リポート 第3話（2010年10月31日、フジテレビ） - 吉川真希 役
- サザエさん3（2011年1月2日、フジテレビ） - サザエ（幼少期） 役
- ヘブンズ・フラワー The Legend of ARCANA（2011年1月14日 - 3月4日 / 8月29日 - 9月13日、TBS） - アイ（幼少期） 役
- 世にも奇妙な物語 21世紀 21年目の特別編 「缶けり」（2011年5月14日、フジテレビ） - 鈴森ちか（幼少期） 役
- 故郷〜娘の旅立ち〜（2011年7月5日、フジテレビ） - 佐伯静香（幼少期） 役
- 11人もいる! 第7話（2011年12月2日、テレビ朝日） - 真田三子（幼少期） 役
- 土曜ワイド劇場 遺品の声を聴く男3（2012年1月21日、朝日放送） - 沢口花梨（少女期） 役
- ラッキーセブン 第3話（2012年1月30日、フジテレビ） - 岡本弥生 役
- 37歳で医者になった僕〜研修医純情物語〜 第3話（2012年4月24日、関西テレビ） - 木島里穂 役
- 連続テレビ小説 梅ちゃん先生 第46 - 63話（2012年5月24日 - 6月13日、NHK） - 三上千恵子（少女期） 役
- 浪花少年探偵団 第3話（2012年7月16日、TBS） - 竹内しのぶ（少女期） 役
- ホリック〜xxxHOLiC〜（2013年2月24日 - 4月14日、WOWOW） - モロダシ 役
- 町医者ジャンボ!!（2013年7月4日 - 、読売テレビ） - 馬場飛鳥（幼少期） 役
- 二十四の瞳（2013年8月4日、テレビ朝日） - 西口ミサ子 役
- リーガルハイ 第5話（2013年11月6日、フジテレビ） - 黛真知子（幼少期） 役

### CM
- ベネッセコーポレーション
  - ワールドワイド キッズ イングリッシュ（2008年 - ）
  - 進研ゼミ小学講座（2010年 - ）
- 三菱電機（2009年 - ）
- Panasonic
  - VIERA（2009年 - ）
  - スマートビエラ（2013年6月 - ）
- 富士通 らくらくホン（2009年 - ）
- 万有製薬 「肺炎予防推進プロジェクト」（2010年 - ）
- エポック社 アクアビーズアート（2010年 - ）
- かどや製油 純正ごま油（2010年 - ） - イタメル 役
- キヤノン ピクサス 「ポケモンプリントギャラリー」（2010年 - ）
- 日本マクドナルド ハッピーセット
  - 「リルぷりっ」（2011年 - ）
  - 「マック デジ・アニマル」（2011年 - ）
  - 「スマイルプリキュア!」（2012年 - ）
- 花王 ハミングフレア（2011年 - 2012年）
- メットライフアリコ生命保険 「いいな館の人々」（2011年 - ）
- ニベア花王 8×4（2012年 - ）
- 三井不動産リアルティ 三井のリハウス（2012年 - ）
- アクサ生命保険 大切な人保障スペシャル（2013年4月 - ）

### PV
- CLIFF EDGE 「誓い」（2012年10月10日）アルバム『CLIFF EDGE』収録曲

### 楽曲
- ベジタリズム(2012年6月) - ゆきまゆことベジタガールズ（春名風花とのユニット）カゴメ・野菜生活100タイアップ曲（8月31日（野菜の日）キャンペーンソング）